# Moscovita
A moscovita/muscovita (português brasileiro) ou moscovite (português europeu)  é um mineral do grupo dos filossilicato (micas), com fórmula molecular: KAl2(Si3Al)O10(OH,F)2. A moscovite caracteriza-se pela clivagem basal bem marcada e distingue-se da biotite em amostra de mão por ser incolor. De acordo com as impurezas presentes, a moscovite pode ser incolor (mais comum), castanho claro, salmão ou rosa. É um mineral muito comum nos granitos. Aparecem no filme Viagem ao Centro da Terra, onde se caracteriza a sensibilidade desse mineral. Ela também é conhecida por ser muito fina e qualquer mudança de peso sobre ela pode causar rachaduras e até quebrar. Utilizada em estudo para engenharia civil (e outras) é, tal como outros minerais, bastante sensível ao choque e peso.